# Stephenson, Michigan
Stephenson är en ort i Menominee County i den amerikanska delstaten Michigan. Enligt 2010 års folkräkning hade Stephenson 862 invånare. I Stephenson används Central Standard Time. Detta gäller även resten av countyt och tre övriga countyn i delstaten som gränsar till Wisconsin.